# All My Friends
"All My Friends" is een single van de Britse muziekduo Snakehips samen met de Amerikaanse zangeres Tinashe en rapper Chance the Rapper. De single is uitgegeven op 21 oktober 2015 door Sony Music UK en Columbia Records.

## Achtergrondinformatie
"All My Friends" kwam de Australische hitlijsten binnen op nummer 27. Later steeg de single naar de nummer drie positie. In Engeland, Nieuw-Zeeland en Schotland behaalde het nummer ook een plek binnen de top-tien.

## Videoclip
De bijhorende videoclip kwam uit op 16 november 2015 en is geregisseerd door Mister Whitmore.

## Hitnoteringen

### Nederlandse Top 40
| Hitnotering: 19-03-2016 t/m 28-05-2016 | Hitnotering: 19-03-2016 t/m 28-05-2016 | Hitnotering: 19-03-2016 t/m 28-05-2016 | Hitnotering: 19-03-2016 t/m 28-05-2016 | Hitnotering: 19-03-2016 t/m 28-05-2016 | Hitnotering: 19-03-2016 t/m 28-05-2016 | Hitnotering: 19-03-2016 t/m 28-05-2016 | Hitnotering: 19-03-2016 t/m 28-05-2016 | Hitnotering: 19-03-2016 t/m 28-05-2016 | Hitnotering: 19-03-2016 t/m 28-05-2016 | Hitnotering: 19-03-2016 t/m 28-05-2016 | Hitnotering: 19-03-2016 t/m 28-05-2016 | Hitnotering: 19-03-2016 t/m 28-05-2016 |
| Week:                                  | 1                                      | 2                                      | 3                                      | 4                                      | 5                                      | 6                                      | 7                                      | 8                                      | 9                                      | 10                                     | 11                                     |                                        |
| -------------------------------------- | -------------------------------------- | -------------------------------------- | -------------------------------------- | -------------------------------------- | -------------------------------------- | -------------------------------------- | -------------------------------------- | -------------------------------------- | -------------------------------------- | -------------------------------------- | -------------------------------------- | -------------------------------------- |
| Positie:                               | 36                                     | 30                                     | 27                                     | 32                                     | 32                                     | 29                                     | 25                                     | 29                                     | 31                                     | 34                                     | 39                                     | uit                                    |

### NederlandseSingle Top 100
| Hitnotering: 30-01-2016 t/m 04-06-2016 | Hitnotering: 30-01-2016 t/m 04-06-2016 | Hitnotering: 30-01-2016 t/m 04-06-2016 | Hitnotering: 30-01-2016 t/m 04-06-2016 | Hitnotering: 30-01-2016 t/m 04-06-2016 | Hitnotering: 30-01-2016 t/m 04-06-2016 | Hitnotering: 30-01-2016 t/m 04-06-2016 | Hitnotering: 30-01-2016 t/m 04-06-2016 | Hitnotering: 30-01-2016 t/m 04-06-2016 | Hitnotering: 30-01-2016 t/m 04-06-2016 | Hitnotering: 30-01-2016 t/m 04-06-2016 | Hitnotering: 30-01-2016 t/m 04-06-2016 | Hitnotering: 30-01-2016 t/m 04-06-2016 | Hitnotering: 30-01-2016 t/m 04-06-2016 | Hitnotering: 30-01-2016 t/m 04-06-2016 | Hitnotering: 30-01-2016 t/m 04-06-2016 | Hitnotering: 30-01-2016 t/m 04-06-2016 | Hitnotering: 30-01-2016 t/m 04-06-2016 | Hitnotering: 30-01-2016 t/m 04-06-2016 | Hitnotering: 30-01-2016 t/m 04-06-2016 | Hitnotering: 30-01-2016 t/m 04-06-2016 |
| Week:                                  | 1                                      | 2                                      | 3                                      | 4                                      | 5                                      | 6                                      | 7                                      | 8                                      | 9                                      | 10                                     | 11                                     | 12                                     | 13                                     | 14                                     | 15                                     | 16                                     | 17                                     | 18                                     | 19                                     |                                        |
| -------------------------------------- | -------------------------------------- | -------------------------------------- | -------------------------------------- | -------------------------------------- | -------------------------------------- | -------------------------------------- | -------------------------------------- | -------------------------------------- | -------------------------------------- | -------------------------------------- | -------------------------------------- | -------------------------------------- | -------------------------------------- | -------------------------------------- | -------------------------------------- | -------------------------------------- | -------------------------------------- | -------------------------------------- | -------------------------------------- | -------------------------------------- |
| Positie:                               | 69                                     | 64                                     | 62                                     | 71                                     | 66                                     | 63                                     | 53                                     | 41                                     | 36                                     | 34                                     | 29                                     | 31                                     | 31                                     | 30                                     | 34                                     | 38                                     | 48                                     | 65                                     | 89                                     | uit                                    |

### 3FM Mega Top 50
| Hitnotering: 19-03-2016 t/m 21-05-2016 | Hitnotering: 19-03-2016 t/m 21-05-2016 | Hitnotering: 19-03-2016 t/m 21-05-2016 | Hitnotering: 19-03-2016 t/m 21-05-2016 | Hitnotering: 19-03-2016 t/m 21-05-2016 | Hitnotering: 19-03-2016 t/m 21-05-2016 | Hitnotering: 19-03-2016 t/m 21-05-2016 | Hitnotering: 19-03-2016 t/m 21-05-2016 | Hitnotering: 19-03-2016 t/m 21-05-2016 | Hitnotering: 19-03-2016 t/m 21-05-2016 | Hitnotering: 19-03-2016 t/m 21-05-2016 | Hitnotering: 19-03-2016 t/m 21-05-2016 |
| Week:                                  | 1                                      | 2                                      | 3                                      | 4                                      | 5                                      | 6                                      | 7                                      | 8                                      | 9                                      | 10                                     |                                        |
| -------------------------------------- | -------------------------------------- | -------------------------------------- | -------------------------------------- | -------------------------------------- | -------------------------------------- | -------------------------------------- | -------------------------------------- | -------------------------------------- | -------------------------------------- | -------------------------------------- | -------------------------------------- |
| Positie:                               | 48                                     | 40                                     | 31                                     | 33                                     | 32                                     | 30                                     | 24                                     | 25                                     | 33                                     | 30                                     | uit                                    |

## Verschijningsdata
| Land                | Verschijningsdatum | Formaat        | Label                   |
| ------------------- | ------------------ | -------------- | ----------------------- |
| Verenigd Koninkrijk | 21 oktober 2015    | Muziekdownload | Sony Music UK, Columbia |
| Verenigde Staten    | 2 februari 2016    | Danceradio     | RCA                     |
| Verenigde Staten    | 29 maart 2016      | Radio          | RCA                     |